# Špišić Bukovica
 Špišić Bukovica  è un comune della Croazia di 4 733 abitanti della regione di Virovitica e della Podravina.